# Jutta Lau
Jutta Lau (* 28. September 1955 in Wustermark, Kreis Nauen, DDR) ist eine ehemalige deutsche Ruderin und heutige Rudertrainerin. Sie zählt zu den besten Trainerinnen der Welt und wurde im Jahr 2001 vom Weltruderverband FISA als Coach of the Year ausgezeichnet.
Bei den Olympischen Spielen 2000 gewannen ihre Sportlerinnen Gold im Doppelvierer (mit Kerstin Kowalski am Schlag und Schwester Manja Kowalski im Bug) und Doppelzweier (mit Kathrin Boron), der Einer gewann Bronze und der Leichtgewichts-Doppelzweier Silber.
Bei den Olympischen Spielen 2004 gewannen ihre Sportlerinnen Gold im Doppelvierer (wieder mit Kerstin Kowalski am Schlag und Kathrin Boron im Bug) und im Einer (Katrin Rutschow-Stomporowski), Silber im Doppelzweier und im Leichtgewichts-Doppelzweier.
Jutta Lau war selbst Olympiasiegerin 1976 und 1980 im Doppelvierer. 1974, 1975, 1978 und 1979 wurde sie Weltmeisterin. 1977 versuchte sie sich im Einer, verlor aber bei der DDR-Meisterschaft gegen Christine Scheiblich. In ihrer aktiven Zeit startete sie für die SG Dynamo Potsdam.

## Auszeichnungen (Auswahl)
- 1974 – Vaterländischer Verdienstorden in Bronze
- 1976 – Vaterländischer Verdienstorden in Silber[1]
- 1980 – Vaterländischer Verdienstorden in Gold
- 1988 – Orden Banner der Arbeit Stufe I
- 2006 Verdienstorden des Landes Brandenburg